# Manchineri
I Manchineri  sono un gruppo etnico del Brasile che ha una popolazione massima stimata in 937 individui (2004).

## Lingua
Parlano la lingua Manchineri (codice ISO 639: MPD), lingua che appartiene alla famiglia linguistica Aruak.

## Insediamenti
Vivono nelle zone meridionali dello stato brasiliano di Acre. Alcuni anche in Perù e Bolivia. In Brasile sono presenti nel territorio  indigeno Mamoadate e nel seringal (piantagione di alberi di caucciù) Guanabara. Altre comunità minori sono presenti sulle rive dei fiumi São Francisco e Macauã, e nella città di Assis.

## Storia
L'esploratore del XIX secolo Antônio Loureiro identificò i Manchineri nei pressi dei fiumi Macauã e Caiaté nel 1880. Essi erano considerati affini o un sottogruppo del gruppo etnico peruviano dei Piro. Secondo i racconti orali Manchineri, questa etnia, prima del massiccio contatto con i bianchi, in particolar modo estrattori di lattice, era divisa in molti sottogruppi o clan: Manchineri, Hijiuitane, Uinegeri, Cuchixineri, Hahamlineri e Iamhageri. Con le pressioni e i massacri sempre più frequenti ad opera di spedizionieri, mercanti ed estrattori, le migrazioni si svolsero in due direzioni principalmente: dal Perù verso il Brasile e dal Rio delle Amazzoni verso la Bolivia. Furono poi utilizzati come guide nelle foreste dagli estrattori di caucciù e in seguito, con il forte calo dei prezzi della materia prima, furono utilizzati anche come forza lavoro, ossia come estrattori e trasportatori. I conflitti tra gli estrattori e i Manchineri, tuttavia, si fecero sempre più aspri con i primi intenti nella distruzione dei villaggi e delle malocas (capanne) dei Manchineri. Nel 1975 il FUNAI optò per il trasferimento dei componenti del gruppo nel territorio indigeno, ufficialmente riconosciuto, di Mamoadate dove i Manchineri convivono pacificamente con i Jaminawa.

## Attività produttive
I Manchineri vivono di caccia e di pesca. Alcuni rituali legati all'attività della caccia prevedono lo spargimento sul corpo del tipi (una pianta da cui si estrae veleno utilizzato per avvelenare i pesci durante le battute di pesca) e del sanango (bevanda ricavata da piante) per dieci giorni. Con questa pratica il cacciatore si libera dalla maledizione del panema, ossia la maledizione del cacciatore che torna al villaggio a mani vuote, grazie al vomito che lo purifica espellendo dal corpo ciò che nuoce all'attività.
Per l'attività di pesca utilizzano ami, veleno e arpioni (quando l'acqua del fiume è bassa) e praticano immersioni subacquee.
Sono inoltre coltivatori di riso, zucca, manioca, mais, papaia e patate.